# パナマシティ (フロリダ州)
パナマシティ（Panama City）は、アメリカ合衆国フロリダ州北西部に位置する都市。ベイ郡の郡庁所在地である。人口は3万2939人（2020年）。州西端のペンサコーラと州都タラハシーの間では最大の都市である。
パナマシティは、学生の春休み（スプリングブレイク）観光のメッカとして広く知られる「パナマシティビーチ」を抱える観光都市である（ただし、実際はパナマシティとパナマシティビーチは別の市である）。春になると全米から大学生や高校生が集まり、ビーチのあちこちでパーティーを楽しむ姿が見られる。

## 歴史
1830年代、ジョージア州やアラバマ州の土地所有者たちはこの地で夏を過ごすようになった。この彼らの別荘地こそが、1909年にパナマシティとなる町の始まりであった。正式な市となった当初の市域は、北は15thストリート、西はバルボア通り、東はベイ通りに囲まれた、非常に狭いエリアに限られていた。
1920年代に入ると、フロリダ州各地で不動産ブームが起こり、リゾート開発が始まった。しかし、パナマシティが成長を遂げるきっかけとなったのは第二次世界大戦による戦争需要であった。1941年にはティンドール空軍基地が設置された。続いてアメリカ沿岸警備隊やアメリカ合衆国海軍の基地も置かれた。1930年に僅か5,000人程度であった人口は、1950年には5倍の25,814を数えた。
第二次世界大戦中にこの地に移り住んだ軍人たちは、終戦後もこの地にとどまることを望んだ。メキシコ湾岸は民間に開放され、住宅地や観光施設の建設が進んだ。1960年には、ベイ郡全体で人口は67,100人に膨れ上がった。

## 地理

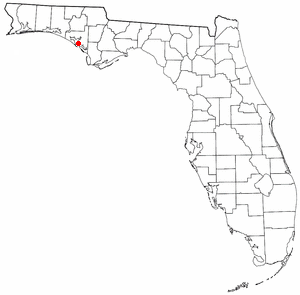
パナマシティの位置

パナマシティは北緯30度10分28秒 西経85度39分52秒 / 北緯30.17444度 西経85.66444度（30.174451, -85.664480）に位置している。市はフロリダ州北西部、通称エメラルド・コーストと呼ばれるメキシコ湾岸に位置している。
アメリカ合衆国統計局によると、パナマシティは総面積69.1km²（26.7mi²）である。このうち53.1km²（20.5mi²）が陸地で16.0km²（6.2mi²）が水域である。総面積の23.12%が水域となっている。

## パナマシティビーチ
パナマシティビーチ（Panama City Beach）は、パナマシティの西に位置するビーチである。通称PCBと呼ばれる。パナマシティとは別の市であり、常住人口は10,199人（2004年推計）である。パナマシティビーチはThe World's Most Beautiful Beaches（世界で最も美しいビーチ）というスローガンを掲げている。

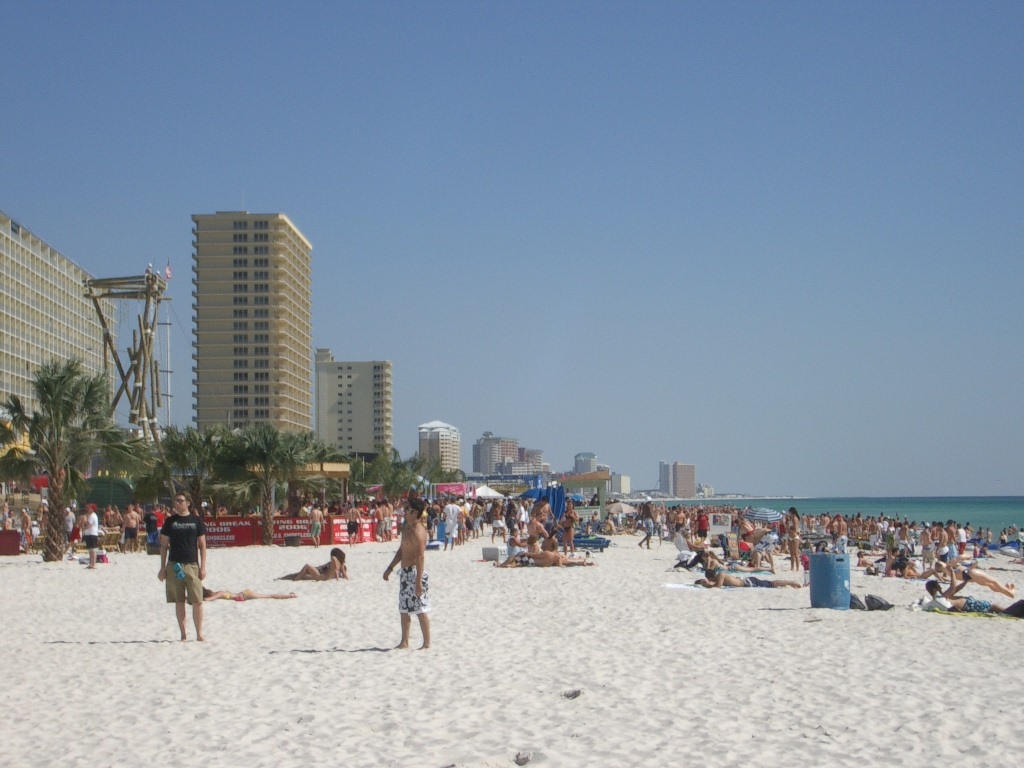
スプリングブレイク中のパナマシティビーチ

冬の間、パナマシティビーチは寒い北部諸州やカナダからの観光客であふれる。春になると、州内のフォートローダーデールやサウスカロライナ州マートルビーチなどと同様、スプリングブレイク（春休み）期間中の大学生や高校生が集まる。この時期には、ビーチ沿いのバーやビーチのあちこちで学生たちがパーティーを開いている。夏は観光のトップシーズンである。近年のハリケーン被害やその後の建て直し需要による建築ブームで、古く安いモーテルは高級コンドミニアムや別荘に取って代わられるようになった。秋に入るとパナマシティビーチはオフシーズンとなる。
パナマシティビーチは、アシュレー・ジャド主演の1993年の映画、「ルビー・イン・パラダイス」（Ruby in Paradise）の舞台にもなった。

## 交通
パナマシティの玄関口となる空港は市の北西約5kmに位置するパナマシティ・ベイ郡国際空港（Panama City-Bay County International Airport、IATA: PFN）である。デルタ航空とノースウエスト航空の定期便があり、アトランタやメンフィスからの空の便がある。
パナマシティビーチにはグレイハウンドのバスディーポがあり、オーランドやアトランタへの長距離バスが発着・停車する。

## 人口動勢
以下は2000年の国勢調査における人口統計データである。
基礎データ
- 人口: 36,417人
- 世帯数: 14,819世帯
- 家族数: 9,039家族
- 人口密度: 685.2人/km²（1,774.8人/mi²）
- 住居数: 16,548軒
- 住居密度: 311.4軒/km²（806.5軒/km²）

人種別人口構成
- 白人: 73.64%
- アフリカン・アメリカン: 21.45%
- ネイティブ・アメリカン: 0.63%
- 太平洋諸島系: 0.08%
- その他の人種: 0.75%
- 混血: 1.89%
- ヒスパニック・ラテン系: 2.91%

年齢別人口構成
- 18歳未満: 23.0%
- 18-24歳: 9.6%
- 25-44歳: 29.8%
- 45-64歳: 21.6%
- 65歳以上: 15.9%
- 年齢の中央値: 37歳
- 性比（女性100人あたり男性の人口）
  - 総人口: 94.4
  - 18歳以上: 91.7

世帯と家族（対世帯数）
- 18歳未満の子供がいる: 27.6%
- 結婚・同居している夫婦: 41.8%
- 未婚・離婚・死別女性が世帯主: 15.4%
- 非家族世帯: 39.0%
- 単身世帯: 32.2%
- 65歳以上の老人1人暮らし: 12.4%
- 平均構成人数
  - 世帯: 2.30人
  - 家族: 2.92人

収入と家計
- 収入の中央値
  - 世帯: 31,572米ドル
  - 家族: 40,890米ドル
  - 性別
    - 男性: 30,401米ドル
    - 女性: 21,431米ドル
- 人口1人あたり収入: 17,830米ドル
- 貧困線以下
  - 対人口: 17.2%
  - 対家族数: 12.1%
  - 18歳未満: 24.5%
  - 65歳以上: 14.9%

## 出身者、在住者などゆかりの人物
- レイ・ウィルソン - アメフト選手。
- ローレル・クラーク - 海軍軍人。
- デビッド・ハーンドン - 野球選手。
- ハイディマリー・ステファニション＝パイパー - 海軍軍人。
- キャリー・ヘン - 俳優。